# Just Another Confused Elephant
Just Another Confused Elephant (J.A.C.E. (título em Portugal) ) é um filme grego-português realizado por Menelaos Karamaghiolis.
O filme foi exibido no Festival Internacional de Cinema de Tessalónica em 10 de novembro de 2011, nos cinemas gregos o filme foi lançado a 8 de novembro de 2012 e nos cinemas portugueses em 27 de março de 2014.

## Elenco
- Stefania Goulioti como Maria
- Alban Ukaj como Jace
- Kora Karvouni como Alma
- Ieronymos Kaletsanos como Antonio
- Minas Hatzisavvas como Oficial Dimitriou
- Yannis Tsortekis como Thomas Tepelenis
- Akilas Karazisis como Dr. Markos Kruger
- Diogo Infante como Nikolas
- Franco Trevisi como Andrei
- Christos Loulis como Pai
- Argyris Xafis como Angelos Karras
- Kostas Berikopoulos como Oficial Banias

## Prémios
Stefania Goulioti venceu o prêmio de melhor actriz no Festival Internacional de Cinema de Tessalónica. Menelaos Karamaghiolis foi indicado ao grande prémio de Tóquio no Festival Internacional de Cinema de Tóquio.